# Klčov
Klčov este o comună slovacă, aflată în districtul Levoča din regiunea Prešov. Localitatea se află la altitudinea de 495 m deasupra n.m., se întinde pe o suprafață de 7,34 km2 și în 2017 număra 641 de locuitori.

## Istoric
Localitatea Klčov este atestată documentar din 1258.

## Demografie
| An:                | 1994 | 2004   | 2014    | 2024   |
| ------------------ | ---- | ------ | ------- | ------ |
| Număr de persoane: | 530  | 563    | 636     | 665    |
| Diferență:         |      | +6,22% | +12,96% | +4,55% |

| An:                | 2023 | 2024   |
| ------------------ | ---- | ------ |
| Număr de persoane: | 653  | 665    |
| Diferență:         |      | +1,83% |